# Formació de Lance Creek
La formació de Lance Creek és una divisió de les roques del Cretaci superior a l'oest dels Estats Units. Se la va anomenar així en referència a Lance Creek, Wyoming. Els fòssils de microinvertebrats i dinosaures representen components importants de les últimes faunes de vertebrats del Mesozoic. La formació de Lance és del Maastrichtià superior i comparteix molta fauna amb la formació de Hell Creek de Montana i Dakota del Nord, la formació Frenchman al sud-oest de Saskatchewan i la part inferior de la formació Scollard d'Alberta.

## Paleontologia

### Ocells i teròpodes
Teròpodes

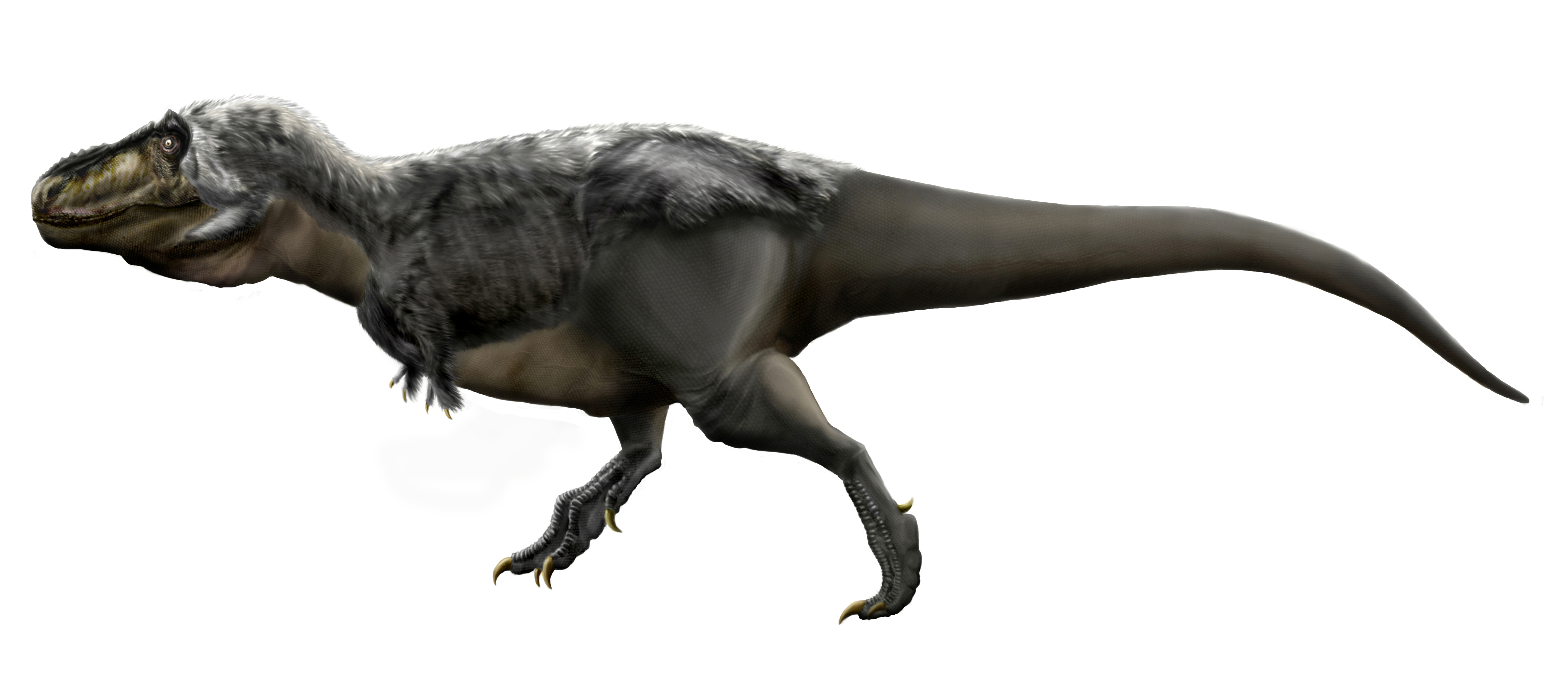
Tyrannosaurus rex, rèplica a mida natural.

- Chirostenotes pergracilis (Caenagnathidae)
- Ceramornis (Aves: Charadriiformes?)[1]
- "Cimolopteryx" (Aves: Charadriiformes)
- Dromaeosaurus (Dromaeosauridae)
- Graculavus (Aves)
- Lonchodytes (Aves: Neoaves)[1]
- Palintropus (Aves: Galliformes?)[1]
- Potamornis (Aves)[1]
- Ornithomimus velox (Ornithomimidae)
- Ricardoestesia (Dromaeosauridae)
- Troodon (Troodontidae)
- Tyrannosaurus (Tyrannosauridae)[2]
- UCMP 143274 (Caenagnathidae?)[3]

### Ornitisquis
| Ornitisquis de la formació de Lance                                         | Ornitisquis de la formació de Lance              | Ornitisquis de la formació de Lance | Ornitisquis de la formació de Lance | Ornitisquis de la formació de Lance |
| Tàxon                                                                       | Presència                                        | Descripció                          | Imatges                             |                                     |
| --------------------------------------------------------------------------- | ------------------------------------------------ | ----------------------------------- | ----------------------------------- | ----------------------------------- |
|                                                                             |                                                  |                                     |                                     |                                     |
| Gènere: - Ankylosaurus 1. Ankylosaurus magniventris                         |                                                  |                                     |                                     |                                     |
| Gènere: - Bugenasaura 1. Placeholder placeholder                            |                                                  | ("Hypsilophodontidae")              |                                     |                                     |
| Gènere: - Diceratus 1. Placeholder placeholder                              |                                                  |                                     |                                     |                                     |
| Gènere: - Edmontonia 1. Placeholder placeholder                             |                                                  |                                     |                                     |                                     |
| Gènere: - Edmontosaurus 1. Edmontosaurus annectens 2. Edmontosaurus regalis |                                                  |                                     |                                     |                                     |
| Gènere: - Leptoceratops 1. Placeholder placeholder                          |                                                  |                                     |                                     |                                     |
| Gènere: - Pachycephalosaurus 1. Placeholder placeholder                     |                                                  |                                     |                                     |                                     |
| Gènere: - "Palaeoscincus" latus 1. Placeholder placeholder                  |                                                  | (Pachycephalosauridae?)             |                                     |                                     |
| Gènere: - Stygimoloch 1. Placeholder placeholder                            |                                                  |                                     |                                     |                                     |
| Gènere: - Thescelosaurus 1. Placeholder placeholder                         |                                                  |                                     |                                     |                                     |
| Gènere: - Thespesius (Hadrosauridae) 1. Placeholder placeholder             |                                                  | ("Hypsilophodontidae")              |                                     |                                     |
| Gènere: - Torosaurus 1. Placeholder placeholder                             |                                                  |                                     |                                     |                                     |
| Genus: - Triceratops 1. Placeholder placeholder                             | - El dinosaure més abundant en aquesta formació. |                                     |                                     |                                     |

### Altres vertebrats
Altres vertebrats terrestres incloent pterosaures (p.e. cf. Azhdarcho), cocodrils, champsosaures, llangardaixos, serps, tortugues, granotes i salamandres.
En aquesta formació també s'han trobat restes de peixos i mamífers.